# Salamandra (film 1928)
Salamandra (ros. Саламандра, Sałamandra) – radziecki film niemy z 1928 roku w reżyserii Grigorija Roszala powstały według scenariusza Gieorgija Grebnera i Anatolija Łunaczarskiego. Film przedstawia dramatyczne losy wielkiego uczonego – profesora Zange (postać wzorowana na austriackim biologu Paulu Kammererze), który próbuje walczyć z narastającym w mieście faszyzmem.

## Fabuła
W ogarniętym faszyzmem Lipsku, w którym władzę sprawują duchowieństwo i arystokracja, a klasa robotnicza zmuszona jest żyć w nędzy, mieszka profesor Zange – jedna z niewielu osób, którą obchodzi los najbiedniejszych. W momencie, gdy profesor Zange odkrywa w swoim doświadczeniu prowadzonym na salamandrach, iż cechy z pozoru dziedziczne są uzależnione od środowiska zewnętrznego, staje się groźny dla istniejącego ładu politycznego. Duchowieństwo spiskując z arystokracją postanawia się go pozbyć. 

## Obsada
- Bernhard Goetzke jako profesor Zange
- Natalja Rozenel jako Felicja Zange
- Aleksandr Czistiakow jako drukarz Prajer
- Michaił Doller jako Fiłonow, asystent Zangego
- Władimir Fogiel jako bankier
- Nikołaj Chmielow jako książę Ruprecht Karlstein
- Siergiej Komarow  jako ksiądz Ignacy Brzeziński
- Anatolij Łunaczarski

## Prezentacja
W 2006 roku film był prezentowany na warszawskim festiwalu "Święto Niemego Kina". Do obrazu muzykę na żywo podłożył klezmersko-jazzowy zespół "Meritum".